# Districte de Dharashiv
El districte de Dharashiv és una divisió administrativa de Maharashtra, continuació històrica del districte de Naldrug britànic (1853-1860). La capital és Osmanabad. Té una superfície de 7.512 km² i una població d'1.486.586 habitants (2001).

## Administració
Està format per 8 tehsils o talukes:
- Osmanabad
- Tuljapur
- Omerga
- Lohara
- Kallamb
- Bhoom
- Paranda
- Vashi

## Història
Va passar als musulmans a l'inici del segle xiv amb Ala al-Din Muhammad Shah I Khalji. El 1347 va quedar en poder del sultanat bahmànida, i a la seva dissolució al final del segle xv va quedar repartit entre el sultanat d'Ahmadnagar i el sultanat de Bijapur. Va quedar reunit sota domini mogol el 1686, i el 1724 va quedar dins els dominis del Nizam al-Mulk que es va proclamar nizam d'Hyderabad. Fou cedit als britànics junt amb el doab de Raichur pel tractat de 1853, i va formar el districte de Naldrug, però fou retornat al nizam el 1860 i llavors es va formar un nou districte amb capital a Osmanabad. La superfície era de 10.386 km² i estava situat en part a l'altiplà del Dècan i en part en terres planes. Els rius principals eren el Manjra, Sina (amb l'afluent Kheri), Tirna i Borna. El nombre de pobles i viles al districte, incloent-hi els jagirs era de 866. La població era: 543.402 (1881), 649.272 (1891) i 535.027 (1901).
Les principals ciutats eren Osmanabad (la capital), Tuljapur, Thair, Owsa, Latur, Naldrug i Moram. El 89% de la població eren hindús i el 84% parlaven maratha. Administrativament estava format fins al 1905 per set talukes i diverses paigah ilakes i jagirs. Les talukes eren: Osmanabad, Kalam, Wasi, Owsa, Tuljapur, Naldrug i Parenda.
El 1905 Wasi fou unida a Kalam i Nadrud a Tuljapur i van quedar només cinc talukes (en dues subdivisions):
- Divisió Primera (sota un talukdar de segona classe)
  - Kalam
  - Owsa
  - Parenda
- Divisió Segona (sota un talukdar de tercera classe)
  - Osmanabad
  - Tuljapur

Un talukdar de primera classe supervisava als altres talukdars de segona i tercera classe i tahsildars (governadors de cada taluka) i era també cap de polícia. Les subvdivisions foren creades el 1866 però van patir diversos canvis fins al 1905. La taluka de Osmanabad (abans Dharaseo) tenia una superfície de 1.080 km² (incloent-hi 4 jagirs) i una població el 1901 de 77.533 habitants (però 92.829 el 1891, abans de la fam de 1899-1900) sent les principals poblacions Osmanabad (10.607 habitants el 1901) i Thair.
Les paigah ilakes i jagirs destacats eren Ganjoti, Lohara, Bhum (jagir) i Walwad (jagir).
Les castes principals eren els kapus o kunbis (telugu i maratha), dhangars, mahars, mangs o chamars, vanis i bramans. El 58% treballava en agricultura.

## Arqueologia
- Fort de Naldrug o Naldurg a la riba del Bori
- Jama Masjid d'Owsa
- Grup de coves anomenades Dabar Lena, Chamar Lena i Lachandar Lena prop d'Osmanabad (a Dharaseo), de 500-650
- Hasangaon, 65 km al nord-oest de Naldrug, amb dos coves en un turó aïllat que foren capelles bramàniques
- Fortalesa de Parenda a 100 km al nord-oest de Naldurg erigida per Mahmud Gawan, el famós ministre bahmànida, al segle XV
- Tuljapur, a uns 30 km al nord-oest de Naldurg, lloc de pelegrinatge hindú amb temple dedicat a Bhavani.
- Restes budistes a Thair (Ter), 20 km al nord-est d'Osmanabad, corresponen a Tagara, ciutat esmentada per Claudi Ptolemeu.